# Bad Dreams (Teddy Swims)
Bad Dreams è un singolo del cantautore statunitense Teddy Swims, pubblicato il 13 settembre 2024 come primo estratto dal secondo album in studio I've Tried Everything but Therapy (Part 2).

## Video musicale
Il video, diretto da Orie McGinness è stato pubblicato in concomitanza con l'uscita del singolo.

## Tracce
1. Bad Dreams – 3:04